# 한상일

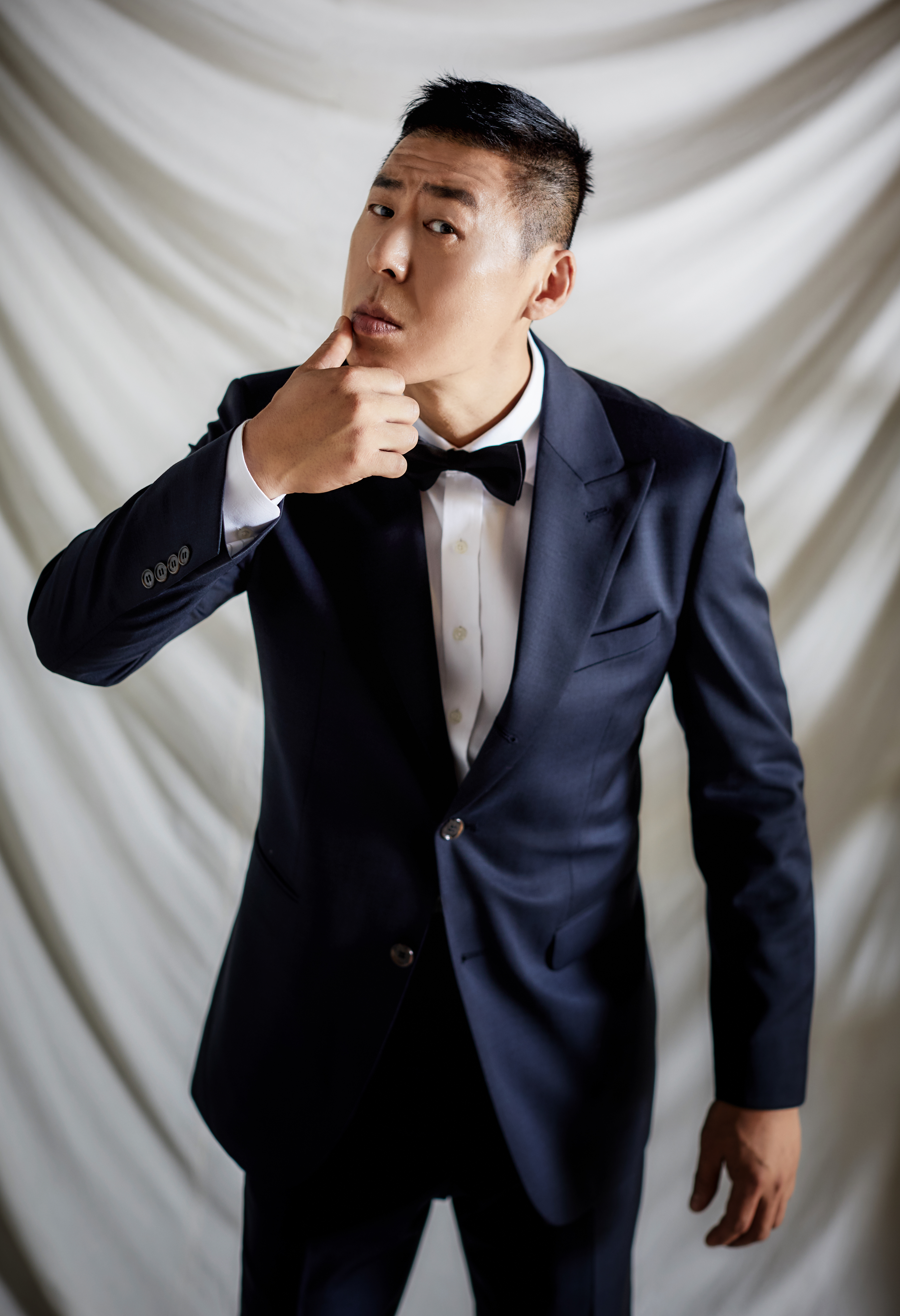
한상일 웨딩 촬영

한상일(1972년 9월 19일~)은 테크노 댄스 그룹(가수) NOISE 노이즈의 멤버이다

## 개요
한상일은 대한민국의 테크노 댄스 그룹(가수) NOISE 노이즈 멤버로 서브래퍼 및 코러스, 안무를 담당했다. 그룹 노이즈는 1992년 데뷔. 서태지와 아이들, 듀스, 룰라 등과 함께 90년대 중반을 대표하는 X세대 아이돌이며, 지금은 희귀해진 단일음반 밀리언셀러를 달성한 가수이기도 하다. 보컬을 강조한 가볍고 달달한 듣기 편한 댄스곡을 연이어 히트시키며 많은 인기를 끌었다. 당시 인기의 척도였던 가요톱10 순위에서 두번이나 골든컵을 차지했으며, '너에게 원한 건', '변명', '상상속의 너', '어제와 다른 오늘', '성형미인' 등의 히트곡이 있다.
신승훈, 김건모, 박미경, 클론,  젝스키스 등과 함께 라인음향 소속으로 프로듀서 김창환 사단의 일원이었다.
6집 활동 이후 자연스럽게 노이즈는 해체의 수순을 밟았고 한상일은 5집 이후 독자적으로 싱글 앨범등을 발표하며 2009년까지 가수로 활동했다.

## 주요 앨범
- 1993년 1집 <Sound Shock> - 너에게 원한 건 (작사: 홍종구 / 작곡: 천성일)
- 1994년 2집 <Noise 2> - 내가 널 닮아갈 때 (작사, 작곡: 천성일)
- 1995년 3집 <3rd Revolution> - 상상속의 너 (작사, 작곡: 김창환)
- 1995년 4집 <Breaking The Noise 4> - 홀로서기 (작사, 작곡: 김창환)
- 1996년 5집 <Unchangable> - 성형미인 (작사, 작곡: 김창환)

## 기타
- 1998 듀엣 페이스
- 2000 NOISE?
- 2006 듀엣 헬프미
- 2008 재수 앤 노이즈 Last Revolution (Single)
  - 1990년대 댄스 붐을 선도한 노이즈의 멤버 한상일과 2000년대 패러디라는 새로운 장르를 개척하며 가요계에 등장한 패러디가수 이재수가 만났다. 2008년 jaesoo & noise , 1st album `Last Revolution`!!

한상일과 이재수의 만남이 어찌 보면 전혀 어울리지 않고 급작스러워 보 일 수 있지만 사실 이 둘의 인연은 꽤 오래전부터 시작되었다. 동갑내기인 이들은 김창환 프로듀서에게 발굴되어 같은 소속사에서 활동하면 자연스럽게 친해졌고 가요계의 선후배로 서로를 격려 하며 조언자로 지내왔다. 서로의 조언자로 친구로 지내왔던 이들은 한상일이 가수활동을 잠시 쉬고 본격적으로 사업을 시작했을 때부터는 사업 파트너로 그 인연을 이어갔다.
- 2009 노이즈 싱글 - 사랑만사
  - Noise 2009’s Comeback 공백기를 가진 후 노이즈의 원년멤버 한상일, 3-4집 멤버 홍종호와 새멤버 권재범으로 재정비하여 트랜드에 맞게 노이즈 멤버의 ‘한상일’ 이 직접 프로듀싱을 하였고, 이 작업을 인기작곡가 ‘레몬트리와’,‘김욱’이 같이 호흡을 맞추었다. 앨범의 타이틀 곡 ‘사랑만사’는 여름에 어울리는 시원한 자메이카 리듬의 곡이다. 또한, 신곡 ‘흔들어’와 기존 히트곡 ‘너에게 원한 건’도 함께 수록되어 있다. 그 외에도 '상상 속의 너'는 대만 여가수 쉬화이위(徐懷鈺)가 '페이치라이(飛起來)'라는 제목으로 번안해 페이치라이(飛起來) 불렀다.

## 근황
NOISE 노이즈 시절 안무의 주축이던 한상일은 2019년 9월 26일 동갑 연인 이재인과 웨딩마치를 올렸다.
2015년 FUNKYFEELS USA 대표이사로 의류사업에 진출하였다.
당시 로버트다우니주니어가 어벤져스에서 입어서 큰 인기를 끌었던 일명 연예인티셔츠로 알려진 이소룡티셔츠는 그의 대표작이다.
2017년에는 연예계 다양한 인맥들과 함께 초록우산어린이 재단에 기부하는 골프대회를 개최하여 아마추어 골퍼와 연예인포함 140여 명이 참가했고 그중 연예인 골프군단이 32명 정도 함께해 뜻깊은 자선행사를 진행하였다. “2017 제 4회 볼빅브이닷 연예인 기부천사 골프챔피언십 대회”는 6월20일 JTBC GOLF 채널에서 현장의 생생한 모습을 담아 방영하였다.
2019년 5월에는 연예인 봉사단 “따사모”(따뜻한 사람들의 모임)의 일원으로 추자도 어르신들을 위한 후원물품 전달 및 제주관광공사와 클린올레팀들과 함께 상추자 올레 18-1코스와 하추자 석두청산인근 정화활동을 하였다 이날 봉사활동에는 공동대표 류시원과 이본을 비롯하여 한상일, 윤해영, 한다감, 김미연, 우지원, 김승현, 한정원, 송민경, 이화선, 김보성, 강세정, 이정용, 드러머 리노, 길건, 한유미, 오병진, 설수진 등이 참가했다. 같은해 9월에는 전남 순천에서 열린 ‘2019 순천 푸드앤아트페스티벌’에 참여 푸드트럭을 운영해 판매수익 모두를 도움이 필요한 곳에 기부하는 봉사활동을 펼쳤다.
2020년 2월에는 국내 최초로 연예인 골프단 20여명을 이끌고 LA를 방문하여 한인가정상담소 후원을 위한 자선 골프대회 “2020기부천사 1ST US TOUR 연예인 자선 골프대회”를 개최하였고, 이어 “2020 하와이 한인 문화회관 건립기금마련”을 위한 연예인 자선 골프대회와 자선공연 행사를 성공적으로 개최하였다.
현재는 무역업에 종사하며 화장품 관련 사업과 다방면으로 사업 영역 확장을 앞두고 있다.

## 예능 출연
2016년 1월 12일 JTBC에서 방영된 JTBC 투유 프로젝트 - 슈가맨 노이즈 특집 편 13화에서 홍종구, 김학규와 함께 단독 슈가맨으로 출연하였다.  데뷔 전 김학규와 클럽에서 함께 추던 추억의 그룹 댄스를 사전 연습없이 자동으로 선보이며 전성기 시절 춤실력을 뽐내기도 했다. 슈가송은 너에게 원한 건(재석팀), 상상 속의 너(희열팀)이다. 개인 사정으로 인해 천성일은 불참했고 한상일, 김학규, 홍종구가 출연했다.
2021년 4월 4일 방송된 6주년 특집 MBC '복면가왕'에 음악대리로 출연하여 윤상의 '한 걸음 더'를 불러 비음과 미성이 매력적으로 조화된 감미로운 음색을 뽐냈다.  노이즈의 인기곡 '너에게원한건', '상상속의 너'를 그룹이 아닌 솔로로 불렀고 노이즈가 아닌 서태지와 아이들로 데뷔할 뻔했던 비하인드스토리를 밝혀 놀라움을 자아냈다. 또한 사랑과 평화의 '한동안뜸했었지'를 선곡해 부르며 정체를 공개했다.

## 수상
- 1993년 KBS 가요대상 올해의 가수상
- 1995년 KBS 가요대상 올해의 가수상
- 1995년 하이원 서울가요대상 본상
- 1995년: 대한민국영상음반대상 본상
- 1996년: 대한민국영상음반대상 본상

### 가요 프로그램 1위
| 연도            | 수상 내역 (총 24회) |
| --------------- | --- |
| 1993년 (총12회) | - 너에게 원한건 (총 12회) - 4월 16일 MBC 《여러분의인기가요》 1위 - 4월 23일 MBC 《여러분의인기가요》 1위 - 4월 30일 MBC 《여러분의인기가요》 1위 (3주 연속) - 5월 2일 SBS 《SBS 인기가요》1위 - 5월 9일 SBS 《SBS 인기가요》1위 (2주 연속) - 5월 12일 KBS 《가요톱텐》 1위 - 5월 19일 KBS 《가요톱텐》 1위 - 5월 23일 SBS 《SBS 인기가요》1위 (통산 3주) - 5월 26일 KBS 《가요톱텐》 1위 - 5월 30일 SBS 《SBS 인기가요》1위 (2주 연속, 통산 4주) - 6월 2일 KBS 《가요톱텐》 1위 - 6월 9일 KBS 《가요톱텐》 1위 (5주 연속, 골든컵) |
| 1995년 (총12회) | - 상상속의 너 (총 12회) - 6월 28일 KBS 《가요톱텐》 1위 - 7월 5일 KBS 《가요톱텐》 1위 - 7월 12일 KBS 《가요톱텐》 1위 - 7월 19일 KBS 《가요톱텐》 1위 - 7월 21일 MBC 《인기가요베스트50》 1위 - 7월 23일 SBS 《TV가요20》 1위 - 7월 26일 KBS 《가요톱텐》 1위 (5주 연속, 골든컵) - 7월 28일 MBC 《인기가요베스트50》 1위 - 7월 30일 SBS 《TV가요20》 1위 - 8월 4일 MBC 《인기가요베스트50》 1위 - 8월 6일 SBS 《TV가요20》 1위 (3주 연속) - 8월 11일 MBC 《인기가요베스트50》 1위 (4주 연속)                                      |

## 결혼 및 가족
한상일은 2019년 9월 26일 서울특별시 서초구 더리버사이드호텔 콘서트홀에서 동갑 연인 이재인과 결혼식을 올렸다.
- 유튜브 네이버TV 노이즈 - 페이스북 - 인스타그램

| 구분     | 내용                                 |
| -------- | ------------------------------------ |
| 이름     | - 한상일                             |
| 본관     | - 청주한씨                           |
| 생년월일 | - 1972년 9월 19일                    |
| 출신지   | - 서울특별시 서대문구                |
| 가족     | - 배우자 이재인                      |
| 신체     | - 178cm, 78kg                        |
| 혈액형   | - B형                                |
| 종교     | - 무교                               |
| 소속     | - 그룹 노이즈 NOISE                  |
| 학력     | - 라라고등학교 - 명지실전 중퇴       |
| 데뷔     | - 1992년 그룹 노이즈 “너에게 원한건” |